# 이토 요스케
이토 요스케 (伊藤陽佑, 1984년 7월 7일 ~ )는 일본의 배우, 가수이다.

## 개요
일본의 배우이다. 대표적으로 특수전대 데카레인저에서      데카그린과 천장전대 고세이저에서 고세이그린을 맡았다.

## 출연작

### 드라마
- 2004년~2005년 《특수전대 데카렌쟈》 에나리 센이치 (센짱)/데카 그린 역
- 2015년 《특수전대 데카렌쟈 V시네마》 에나리 센이치 (센짱)/데카 그린 역